# Emiel van der Beek
Emiel van der Beek (Amsterdam, 1963 – 28 januari 2018) was een Nederlands kunstenaar.
Hij maakte zijn kunstwerken met natuurlijke materialen. Zijn werk kreeg door het gebruik hiervan een nieuwe dimensie. Van der Beek componeerde met de verschillende texturen van het natuurlijke materiaal kunstwerken die beweging konden uitbeelden, of juist door gebruik van negatieve ruimte een zekere vorm van rust creëerden. Zijn creaties hadden vaak ook meerdere reliëfs.

## Tijdlijn
Van der Beek volgde meerdere opleidingen gevolgd:
- 1980-1985: MTS voor Mode en Kleding
- 1985-1987: MTS voor Mode en Kleding Confectionair
- 1987-1989: DiV Mode Labels
- 1996: Een project in het Haags Gemeentemuseum

## Carrièrestappen
Na zijn opleiding (MTS voor Mode en Kleding in Den Haag) ging Van der Beek in 1985 naar Parijs om daar als modelleur-modeontwerper te werken. Na daar twee jaar werkzaam geweest te zijn, keerde hij terug naar Den Haag om zijn eigen kunststudio in te richten met het designlabel "factory of seeds" (2013).

### Tentoonstellingen
In 1996 was Van der Beeks eerste tentoonstelling in Galerie le Gué, Crevant, Frankrijk. Hiernaast had hij ook een project in het Haags Gemeentemuseum.